# Junkie XL

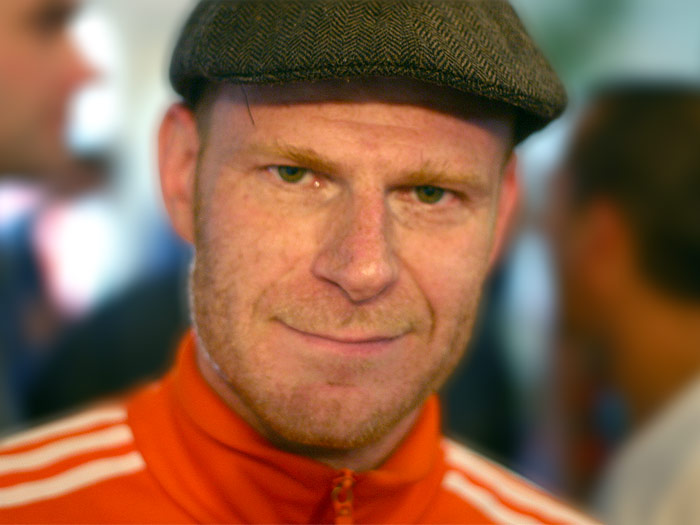
Junkie XL

Junkie XL (* 8. Dezember 1967 in Lichtenvoorde; eigentlich Tom Holkenborg), auch JXL, ist ein niederländischer DJ und Musikproduzent. Er ist dem Progressive House und teilweise auch Big Beat zuzuordnen.

## Karriere
Nach ersten musikalischen Schritten mit der Band Weekend at Waikiki und dem international bekannten Industrial-Metal-Projekt Nerve machte sich Tom Holkenborg 1995 selbständig und begann 1997 eigene Tracks unter dem Namen Junkie XL zu veröffentlichen. Seither hat er mit zahlreichen Künstlern der elektronischen Musikszene zusammengearbeitet, darunter Sander Kleinenberg, Dave Gahan, Tiësto und Syntax.
Einem breiten Publikum wurde er 2002 mit dem Remix von Elvis Presleys A Little Less Conversation bekannt, der für eine Werbekampagne des Sportartikelherstellers Nike zur Fußball-WM 2002 entstand. Mit dieser Single erreichte er in Großbritannien und der Schweiz Platz 1 der Charts und in Österreich und Deutschland die Top 10.
Dies war der erste Remix eines Elvis-Songs, der mit Zustimmung der Elvis-Erben veröffentlicht wurde. Sie bestanden jedoch darauf, dass er unter dem Kürzel JXL veröffentlicht würde, um keine unangenehmen Anspielungen auf Elvis’ Vergangenheit aufkommen zu lassen.
Seit 2010 und der Mitarbeit an dem Film Megamind gehört er zu Hans Zimmers Remote Control Productions.
In der 2021 erscheinenden Neufassung des Films Zack Snyder’s Justice League zeigt sich Junkie XL für den Soundtrack verantwortlich.

## Diskografie

### Studioalben
| Jahr | Titel Musiklabel                                                             | Höchstplatzierung, Gesamtwochen, AuszeichnungChartsChartplatzierungen (Jahr, Titel, Musiklabel, Platzierungen, Wochen, Auszeichnungen, Anmerkungen) | Anmerkungen                             |
| Jahr | Titel Musiklabel                                                             | NL | Anmerkungen                             |
| ---- | ---------------------------------------------------------------------------- | --- | --------------------------------------- |
| 1997 | Saturday Teenage Kick Roadrunner Records                                     | NL41 (23 Wo.)NL | Erstveröffentlichung: 24. März 1997     |
| 2000 | Big Sounds of the Drags Roadrunner, Manifesto                                | NL40 (7 Wo.)NL | Erstveröffentlichung: 2000              |
| 2003 | Radio JXL: A Broadcast from the Computer Hell Cabin Roadrunner, Koch, Arista | NL13 (13 Wo.)NL | Erstveröffentlichung: 2. Juni 2003      |
| 2006 | Today Roadrunner, Ultra                                                      | NL36 (6 Wo.)NL | Erstveröffentlichung: 18. April 2006    |
| 2008 | Booming Back to You Nettwerk                                                 | NL59 (3 Wo.)NL | Erstveröffentlichung: 11. März 2008     |
| 2012 | Synthesized Nettwerk                                                         | NL53 (2 Wo.)NL | Erstveröffentlichung: 27. November 2012 |

### Singles
| Jahr | Titel Album                                                                                         | Höchstplatzierung, Gesamtwochen, AuszeichnungChartplatzierungen (Jahr, Titel, Album, Platzierungen, Wochen, Auszeichnungen, Anmerkungen) | Höchstplatzierung, Gesamtwochen, AuszeichnungChartplatzierungen (Jahr, Titel, Album, Platzierungen, Wochen, Auszeichnungen, Anmerkungen) | Höchstplatzierung, Gesamtwochen, AuszeichnungChartplatzierungen (Jahr, Titel, Album, Platzierungen, Wochen, Auszeichnungen, Anmerkungen) | Höchstplatzierung, Gesamtwochen, AuszeichnungChartplatzierungen (Jahr, Titel, Album, Platzierungen, Wochen, Auszeichnungen, Anmerkungen) | Höchstplatzierung, Gesamtwochen, AuszeichnungChartplatzierungen (Jahr, Titel, Album, Platzierungen, Wochen, Auszeichnungen, Anmerkungen) | Höchstplatzierung, Gesamtwochen, AuszeichnungChartplatzierungen (Jahr, Titel, Album, Platzierungen, Wochen, Auszeichnungen, Anmerkungen) | Anmerkungen                                                |
| Jahr | Titel Album                                                                                         | DE | AT | CH | UK | US | NL | Anmerkungen                                                |
| ---- | --------------------------------------------------------------------------------------------------- | --- | --- | --- | --- | --- | --- | ---------------------------------------------------------- |
| 1999 | Zerotonine Big Sounds of the Drags                                                                  | — | — | — | — | — | NL24 (2 Wo.)NL | Erstveröffentlichung: 1999                                 |
| 2000 | Love Like Razorblade Big Sounds of the Drags                                                        | — | — | — | — | — | NL39 (2 Wo.)NL | Erstveröffentlichung: 2000                                 |
| 2002 | A Little Less Conversation Elv1s – 30 #1 Hits • Radio JXL: A Broadcast from the Computer Hell Cabin | DE8 (20 Wo.)DE | AT3 Gold · (22 Wo.)AT | CH1 Platin · (31 Wo.)CH | UK1 ×2Doppelplatin · (16 Wo.)UK | US50 Gold · (9 Wo.)US | NL2 (15 Wo.)NL | Erstveröffentlichung: 24. September 2002 vs. Elvis Presley |
| 2003 | Between These Walls Radio JXL: A Broadcast from the Computer Hell Cabin                             | — | — | — | — | — | NL35 (4 Wo.)NL | Erstveröffentlichung: 2003 feat. Anouk                     |

Weitere Singles
- 1997: Billy Club
- 1997: Def Beat
- 1998: Saturday Teenage Kick
- 1999: Check Your Basic Groove
- 2000: Dance Valley 2000 (Dance Valley Crew feat. Junkie XL)
- 2000: Bon Voyage
- 2002: Obsession (mit Tiësto)
- 2003: Catch Up to My Step (feat. Solomon Burke)
- 2003: Don’t Wake Up Policeman (feat. Peter Tosh & Friends)
- 2006: Today
- 2006: Neem Mijn Hand (feat. Henny Vrienten)
- 2007: Dark Territory
- 2007: More
- 2008: Cities in Dust

### Remixes
- Airbourne – Blackjack (von EAs Need for Speed: ProStreet)
- Avril Lavigne – Girlfriend
- Ayumi Hamasaki – Vogue
- Bloc Party – Sundays
- Britney Spears – Gimme More, And Then We Kiss, Outrageous
- BT – Somnambulist (Simply Being Loved)
- Coldplay – Talk
- Conjure One – Center of the Sun
- Crookers – Cooler Couleur
- Culture Club – I’ll Tumble 4 Ya
- Dance Valley 2000 – Dance Valley 2000
- Dave Gahan – Dirty Sticky Floors
- Depeche Mode – Enjoy the Silence
- Tanith – T.A.N.I.T.H.
- Eagles of Death Metal – Don’t Speak
- Editors – Camera
- Elvis – A Little Less Conversation
- Fact – Lights of Vein
- Fatboy Slim – Weapon of Choice
- Fear Factory – Cars, Bionic Chronicle, Blueprint, Burn
- Fischerspooner – Emerge
- Gerard Marino – God of War End Title (von Sonys God of War (2005))
- Hans Zimmer – Inception, Kung Fu Panda 2, Sherlock Holmes: A Game of Shadows, The Dark Knight Rises movie scores
- Infusion – Legacy
- Jape – I’m a Man
- Justin Timberlake – What Goes Around... Comes Around
- Lisa Miskovsky – Still Alive (von EAs Mirror’s Edge)
- Madonna – 4 Minutes
- Mark Mothersbaugh – The Sims Theme (von EAs Die Sims)
- Melody Miyuki Ishikawa – Feel the Rush
- Michael Bublé – Sway, Spider-Man Theme
- Mylène Farmer – XXL
- Nami Tamaki – Believe
- Natalie Imbruglia – Beauty on the Fire
- Niyaz – Dilruba
- Rammstein – Feuer frei!
- Ryukyu Underground – Seragaki
- Sarah McLachlan – World on Fire
- Scissor Sisters – The Land of a Thousand Words, Mary
- Sex Pistols – Come on Everybody
- Shanks & Bigfoot – Sing-A-Long
- Soulfly – Umbabarauma
- T. Rex – Get It On
- Crew Cuts – Sh-Boom
- Tiësto – UR
- Tom Jones – Feels Like Music (from EAs FIFA 09)
- U.N.K.L.E. – Burn My Shadow
- Way Out West – Ub Devoid
- Yonderboi – People Always Talk About the Weather

## Werbekampagnen
- Nike Olympics (2000) – Weltweit
- Nike World Cup (2002) – Weltweit
- Cadillac Super Bowl (2004) – USA
- Heineken (2004) – Weltweit
- Opel Minerva Disco King (2004) – Europa
- Nordstrom Silverscreen (2005) – USA
- Adidas (2006) – Weltweit
- VISA Downtown (2007) – USA
- Nike European Cup (2008) – Weltweit
- Maandag Vernieuwen (2009) – Niederlande
- Pink Ribbon: Together We Are Stronger (2010) – Niederlande
- Postcode Loterij (2010) – Niederlande

## Filmografie (Auswahl)
| - 1998: Siberia - 1999: The Delivery - 2007: Blind - 2010: Johan Primero - 2010: De Gelukkige Huisvrouw - 2010: Megamind - 2011: Ein fast perfektes Verbrechen (Bringing Up Bobby) - 2011: New Kids - 2011: New Kids Turbo - 2011: Die Heineken Entführung (De Heineken ontvoering) - 2013: Paranoia – Riskantes Spiel (Paranoia) - 2014: 300: Rise of an Empire - 2014: Die Bestimmung – Divergent (Divergent) - 2015: Mad Max: Fury Road - 2015: Black Mass - 2015: Kill Your Friends - 2015: Run All Night - 2016: Deadpool - 2016: Batman v Superman: Dawn of Justice (gemeinsam mit Hans Zimmer) - 2016: Brimstone - 2016: Distance Between Dreams (Dokumentarfilm) - 2016: Spectral - 2017: Der Dunkle Turm (The Dark Tower) - 2018: Tomb Raider - 2018: Mortal Engines: Krieg der Städte (Mortal Engines) - 2019: Alita: Battle Angel - 2019: Terminator: Dark Fate - 2020: Sonic the Hedgehog - 2020: Scooby! Voll verwedelt (Scoob!) - 2021: Zack Snyder’s Justice League - 2021: Godzilla vs. Kong - 2021: Army of the Dead - 2022: The 355 - 2022: Sonic the Hedgehog 2 - 2022: Three Thousand Years of Longing - 2023: Rebel Moon – Teil 1: Kind des Feuers (Rebel Moon – Part One: A Child of Fire) - 2024: Rebel Moon – Teil 2: Die Narbenmacherin (Rebel Moon – Part Two: The Scargiver) - 2024: Godzilla × Kong: The New Empire - 2024: Furiosa: A Mad Max Saga - 2002: Resident Evil - 2003: Animatrix (The Animatrix) - 2004: Riddick: Krieger der Finsternis (The Chronicles of Riddick: Dark Fury) - 2004: Große Haie – Kleine Fische (Shark Tale) - 2005: Domino - 2011: Kung Fu Panda 2 - 2012: Madagascar 3: Flucht durch Europa (Madagascar 3: Europe’s Most Wanted) - 2012: The Dark Knight Rises - 2013: Man of Steel | - 1995: The Need for Speed – Lizenz - 1998: Test Drive 5 – Lizenz - 1999: Need for Speed: High Stakes – Lizenz - 2001: Gran Turismo 3 - 2002: Quantum Redshift – Komponist - 2002: TD Overdrive: The Brotherhood of Speed - 2003: EVE Online - 2003: Need for Speed: Underground – Lizenz - 2005: Die Sims 2: Nightlife – Lizenz - 2005: Forza Motorsport – Komponist - 2005: Destroy All Humans! – Zusätzliche Musik - 2005: Burnout Revenge – Lizenz - 2005: Burnout Legends – Lizenz - 2005: The Matrix: Path of Neo – Zusätzliche Musik - 2005: Infected - 2006: Need for Speed: Carbon – Lizenz - 2007: Need for Speed: ProStreet - 2007: Dance Dance Revolution SuperNova 2 - 2007: God of War II – Originaler Remix - 2007: SSX Blur – Komponist - 2007: FIFA 08 – Lizenz - 2008: Tap Tap Dance - 2008: Burnout Paradise - 2008: FIFA 09 - 2009: FIFA Street 3 – Lizenz - 2010: Mirror’s Edge – Originaler Remix - 2010: Die Sims 3 – Komponist - 2010: Die Sims 3: Late Night – Originale Musik - 2011: Saints Row: The Third - 2011: Darkspore – Komponist - 2012: Mass Effect 3: Citadel DLC |